# Lucius Postumius Megellus
Lucius Postumius Megellus
est un homme politique de la République romaine. consul trois fois en 305, 294 et 291 av. J.-C.. C'est un membre de la gens Postumia. Son fils Lucius Postumius Albinus Megellus est consul en 262 av. J.-C.
Élu consul en 305 av. J.-C. avec son collègue Tiberius Minucius Augurinus, ils remportent ensemble la bataille de Bovianum, aux alentours de la ville de Bovianum, ce qui met fin à la Deuxième guerre samnite.
C'est l'un des principaux généraux durant la Troisième guerre samnite.
En 291 av. J.-C. il soumet la ville de Venusia.